# Lignon (Ardèche)
Pour les articles homonymes, voir Lignon.
Le Lignon est une rivière française du Sud de la France, dans le département de l'Ardèche, dans la région Auvergne-Rhône-Alpes. C'est un affluent droit de l'Ardèche, donc un sous-affluent du Rhône.

## Géographie
D'une longueur de 20,7 kilomètres, le Lignon prend source sur la commune de La Souche, tout à fait l'ouest de celle-ci près de la station et du col de la Croix de Bauzon à une altitude de 1 340 mètres, près du lieu-dit Le Péage. Il coule globalement de l'ouest vers l'est sur les deux premiers tiers de sa longueur puis vers le nord-est.
Le Lignon conflue avec l'Ardèche, sur la commune de Meyras, à deux kilomètres environ en aval de la station thermale de Neyrac-les-Bains, à une altitude de 309 mètres, près du lieu-dit Réjus.

## Communes et cantons traversés
Au sein du département de l'Ardèche, le Lignon traverse, de sa source à sa confluence avec l'Ardèche, cinq communes, à savoir :
- La Souche (source), Jaujac, Fabras, Pont-de-Labeaume, Meyras (confluence).

En termes de cantons, le Lignon prend source et conflue dans le même canton de Thueyts.

## Affluents
Le Lignon a vingt-deux affluents référencés :
- ruisseau de la Mathe (rive gauche), mesurant 1,3 kilomètre, sur la seule commune de La Souche ;
- ruisseau du Gleyzal (rive gauche), mesurant 1,7 kilomètre, sur la seule commune de La Souche ;
- ruisseau de Peyreplane (rive gauche), mesurant 1,4 kilomètre, sur la seule commune de La Souche ;
- ruisseau de la Triouleyre (rive droite), mesurant 1,7 kilomètre, sur la seule commune de La Souche ;
- ruisseau de Ribeyre (rive droite), mesurant 1,7 kilomètre, sur la seule commune de La Souche ;
- ruisseau des Crozes (rive gauche), mesurant 1,3 kilomètre, sur la seule commune de La Souche ;
- ruisseau de Suel (rive gauche), mesurant 1,6 kilomètre, sur la seule commune de La Souche ;
- ruisseau de Ravisinié (rive droite), mesurant 2,5 kilomètres, sur la seule commune de La Souche ;
- rieu des Crozes (rive droite), mesurant 2,1 kilomètres, sur la seule commune de La Souche ;
- ruisseau de Boudon (rive gauche) 1,4 kilomètre, sur la seule commune de La Souche ;
- ruisseau d'Aygue-Bonne (rive droite), mesurant 2,2 kilomètres, sur la seule commune de La Souche ;
- ruisseau du Ranc Rognon (rive droite), mesurant 1,4 kilomètre, sur la seule commune de La Souche ;
- ruisseau de Combe Longe (rive gauche), mesurant 3,1 kilomètres, sur la seule commune de La Souche ;
- ruisseau de Rioumonas (rive droite), mesurant  3,2 kilomètres, sur la seule commune de La Souche ;
- ruisseau de Licheyre ou ruisseau de Dabrigeaon[2] (rive gauche), mesurant 2,7 kilomètres sur les deux communes de Jaujac et La Souche, avec un affluent :
  - ruisseau de Ronglon, mesurant 1,6 kilomètre sur la seule commune de Jaujac.
- Rieusset (rive droite), mesurant 2,7 kilomètres sur la seule commune de Jaujac.
- ruisseau du Chapelier (rive droite), mesurant 2,6 kilomètres, sur la seule commune de Jaujac avec un affluent :
  - ruisseau des Amareyres (rive droite), mesurant 1,6 kilomètre, sur la seule commune de Jaujac.
- ruisseau de Rieuclar (rive gauche), mesurant  2,7 kilomètres, sur la commune de Jaujac avec quatre affluents :
  - ruisseau des Blachis (rive droite), mesurant  3 kilomètres, sur la seule commune de Jaujac ;
  - ruisseau de Grimaudet (rive droite), mesurant  1,1 kilomètre, sur la seule commune de Jaujac ;
  - ruisseau des Eschamps (rive droite), mesurant  1,2 kilomètre, sur la seule commune de Jaujac ;
  - ruisseau de la Motte (rive gauche), mesurant  2,3 kilomètres, sur la seule commune de Jaujac ;
- ruisseau des Longeagnes (rive droite), mesurant 1,3 kilomètre et coulant sur les deux communes de Jaujac et Fabras ;
- ruisseau de Riou Cros (rive gauche), mesurant 2,1 kilomètres et parcourant les deux communes de Jaujac et Fabras ;
- ruisseau de Bonneval (rive droite), mesurant 1,3 kilomètre et traversant les deux communes de Jaujac et Fabras ;
- ruisseau de Seusaret (rive gauche), mesurant 2,3 kilomètres et parcourant les deux communes de Jaujac et Meyras.

Géoportail en signale quelques autres : ruisseau du Grand Val, ruisseau de Freydeyres, etc.

## Aménagements
Une micro-centrale est installée à Jaujac avec une puissance maximale de 132 kW.

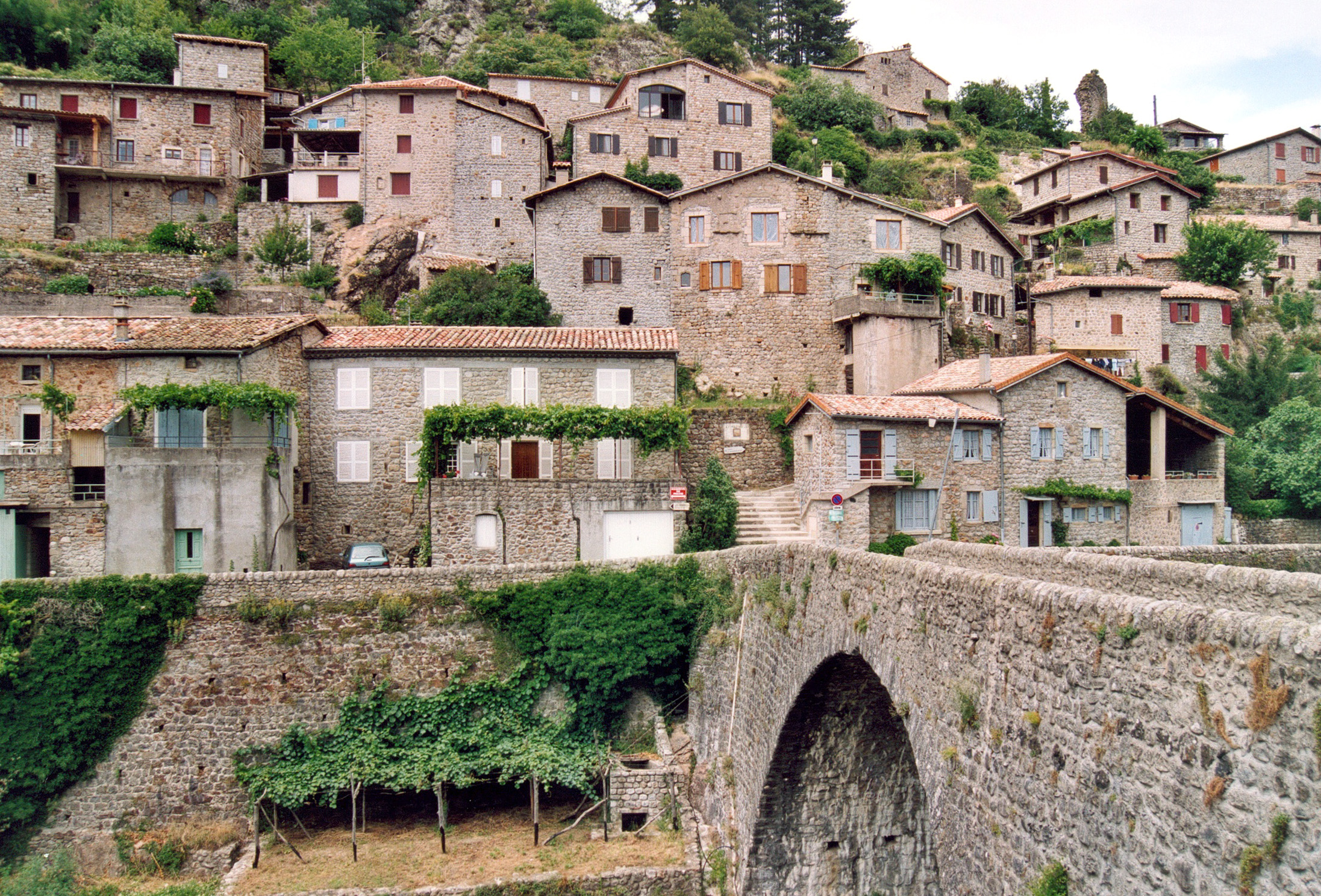
Pont sur le Lignon à Jaujac

## Hydrologie
Le Lignon présente des fluctuations saisonnières de débit typiques du régime cévenol, comme ses voisins le Chassezac ou la Beaume, avec un sévère étiage l'été, mais surtout des hautes eaux automnales se transformant parfois en crues dévastatrices. Les hautes eaux se prolongent en hiver et au printemps jusqu'à mai, en raison de la fonte des neiges et des précipitions. L'étiage estival, bien que sévère, n'entraîne jamais l'assèchement complet du Lignon.